# 자이나교
자이나교(Jainism)는 고대 인도에서 제사 중심의 베다 브라마니즘에 대한 반동이자 개혁으로 발생하여 지금까지 존속하고 있는 인도 계통의 종교 및 철학이다. 실질적으로는 불교의 교조인 고타마 붓다와 동시대인이었던 바르다마나(Vardhamana)의 가르침에서 연유하였다.
자이나교는 영혼의 해탈을 목표로 한다. 해탈은 윤회의 사슬로부터 벗어나는 것이다. 자이나교에 따르면, 해탈은 영혼이 완전지를 성취함으로써 이루어진다. 영혼의 본래 상태는 완전한 믿음, 완전한 지식, 완전한 능력, 완전한 기쁨이지만, 해탈하지 못한 영혼은 무지와 격정을 원인으로 하여 형성된 카르마가 영혼과 결합되어 있어서 이러한 본래 상태가 가려져 있는 상태이다. 따라서 해탈에 이르는 길은 새로운 카르마의 유입을 차단하고 이미 들어온 카르마를 제거하는 것에 있다. 카르마의 차단과 제거의 완성, 즉, 해탈의 성취는 무지와 격정이라는 원인을 제거할 수 있는 바른 믿음, 바른 지식, 바른 행동이라는 3가지 보물에 의해 이루어진다. 자이나교는 믿음의 완성과 지적 완성과 윤리적 완성이 불가분리한 관계에 있다고 본다. 해탈에 이르는 길에 있어서 특히 아힘사(ahimsa, 해치지 않음)라는 윤리적 실천(바른 행동)을 중시한다. 그리고 고행이 카르마를 빨리 제거하는 데 아주 효과적인 바른 행동이라고 본다. 해탈을 성취한 영혼은 현생이 끝났을 때 세계의 가장 꼭대기로 올라가 영원한 안식과 평화를 누린다.
자이나교는 인간이 완전해질 수 있다는 것을 확신한다. 이것을 바르다마나와 같은 자이나교의 예언자('티르탕카라')가 실례로서 보였으며, 또한 그 길을 가르친 것이라고 믿는다. 모든 인간은 신의 은총이나 티르탕카라의 자비가 아니라 스스로 길을 걸어가 카르마를 완전히 제거함으로써 해탈에 도달한다고 본다. 이런 점에서 자이나교는 무신론적인 철저한 자력 신앙의 종교이다.

## 개요
실질적인 측면에서 자이나교는 불교의 교조인 고타마 붓다와 동시대인이었던 바르다마나(Vardhamana)의 가르침에서 연유한 종교이자 철학이라 할 수 있다. 달리 말해, 자이나교는 바르다마나가 창시한 종교가 아니라 그의 가르침을 근간으로 하는 종교이다. 자이나교 시대관에 따르면, 바르다마나는 현 시대에 출현한 24명 자이나 예언자('티르탕카라') 가운데 가장 마지막 24번째 예언자다. 자이나 전통에 따르면, 자이나교는 인류의 기록된 역사 이전 아주 오랜 시대에서 기원한 종교이자 철학이다. 바르다마나는 인류가 영적으로 타락해가는 시기에 태어나서 본디 자이나교의 가르침을 회복시키고 전수한 영적 개혁가였다. 즉, 새로운 길을 개척하고 설립한 게 아니라 이미 확립된 길을 통해, 본래 순수한 자이나교의 가르침에 따른 철저한 고행 정진을 통해, 현생에서 비로소 자기를 완전히 극복하여 완전지(kevala-jnana)에 도달하였다. 완전지를 성취함으로써, 즉, 윤회의 사슬에서 벗어나는 해탈(moksa)을 성취함으로써 지나(jina, 정복자, 승리자) 또는 마하비라(Mahavira, 대영웅) 즉, 가르침의 실례가 되었다. 그럼으로써 또한 자이나교의 가르침을 본래 순수한 모습으로 되살리고 전수할 자격을 갖추었으며, 자격을 갖춘 적법한 예언자로서 완전지에 이르는 길, 해탈에 이르는 길로서 자이나교의 가르침을 전수하기 위해 나머지 일생을 바쳤다.
자이나교는 차르바카(인도 유물론자)를 제외한 고대 인도의 모든 영적 전통과 마찬가지로 해탈을 목표로 한다. 자이나교에 따르면, 세계 또는 우주는 크게 영혼(jiva, soul)과 비영혼(ajiva, non-soul)으로, 즉, 정신(spirit)과 비정신(non-spirit)으로 이루어져 있다. 영혼은 완전한 믿음, 완전한 지식, 완전한 능력, 완전한 기쁨을 자신의 '본질적 성질'(guna)로 하는 실체(dravya, substance)이다. 해탈한 영혼을 제외한 모든 영혼은 무지(avidya)를 근본적 원인으로 하고 탐욕 · 성냄 · 속임 · 오만 등의 격정(passions)을 직접적 원인으로 하여 형성된 카르마 물질(karma-matter, karmic matter), 즉, 카르마(업)에 의해 장애를 받아 본성이 발현되지 못하는 속박 상태에 있다. 무지와 격정에 의해 형성된 카르마는 영혼 속으로 들어와 영혼과 결합함으로써 영혼의 속박 상태를 이룬다. 해탈은 새로운 카르마의 유입을 차단하고 이미 유입된 모든 카르마를 제거함으로써 성취된다. 해탈에 이르는 길, 즉, 카르마를 차단하고 제거하는 길은 바른 믿음, 바른 지식, 바른 행동의 3가지이다. 자이나교는 불교와 정통파 힌두 철학 등과 마찬가지로 지적 완성과 윤리적 완성이 불가분리한 관계에 있다고 본다. 해탈에 이르는 길에 있어서 특히 아힘사(ahimsa, 해치지 않음)라는 윤리적 실천을 중시한다. 해탈을 성취하지 못한 자는, 카르마가 기본적으로 물질이기 때문에, 내버려두면 자연히 조대한 물질로 이끌리게 되며, 따라서 해탈을 위한 노력을 기울이지 않으면 점점 더 거친 세상으로 윤회하게 된다. 해탈을 성취한 자는 생존 시에는 윤회의 사슬을 벗어나고 입적 후에는 자이나교의 우주관에서 세계(loka)의 가장 맨 꼭대기에 올라가 본래의 영원한 기쁨과 평화를 영원히 누린다.
바르다마나는 생존 시에 교단을 형성했는데 자이나 교단은 그의 생존 시에 두 차례 분열하였고 그의 사후에도 적지 않은 횟수로 크고 작게 분열하였다. 그의 사후에 일어난 가장 큰 분열은 성직자가 바르다마나처럼 나체로 생활해야 한다는 종교적 보수주의적 입장을 가진 공의파(空依派, 디감바라)와 성직자도 흰 옷을 입을 수 있다는 종교적 자유주의적 입장을 가진 백의파(白衣派, 스베탐바라)로 나뉜 것이다. 하지만 이들의 기본적인 교리는 서로 간에 별다른 차이가 없다. 그의 사후에 일어난 나머지 분열도 자이나교의 기본적인 교리에 대한 차이에 의한 것이 아니다.
자이나교에 따르면, 세계 즉 우주는 범주로 보자면 크게 보면 단순히 2개의 실체로 이루어져 있고, 좀 더 세밀히 보면 6개의 실체로 이루어져 있다. 즉, 실체(drvaya, substance)에는 크게 영혼과 비영혼의 2개의 실체가 있으며, 비영혼은 다시 시간, 공간, 다르마, 아다르마, 물질로 나뉘어 6개의 실체가 있게 된다. 여기서 물질(푸드갈라)은 '원자라는 물질'과 '원자가 결합하여 이루는 물질'을 통칭하는데 육체는 물론이고 숨과 마음(manas)도 원자가 결합하여 이루어진 물질이다. 다르마와 아다르마는 영혼이 시공간 속에서 물질에 대해 운동하고 정지하기 위해 필요한 조건 또는 법칙들이다. 그리고 카르마는 영혼이 운동하고 정지함에 따라 형성되고 해체되는 미묘한 물질 즉 미묘한 푸드갈라인데, 영혼과 결합할 수도 영혼으로부터 분리될 수도 있는 끈적끈적한 성질을 가진 원자로 구성되어 있다. 카르마는 영혼과 비영혼의, 특히, 영혼과 물질의 연결고리이다.
세계는 무수히 많은 영혼과 무수히 많은 비영혼으로 이루어져 있다. 즉, 무수히 많은 개별 실체 즉 개별 존재(특히, 영혼과 원자)로 구성되어 있다. 이런 관점에서 자이나교의 존재론은 다원적 실재론이다. 개별 존재는 변하지 않는 본래적인 성질(guna)과 변화하는 성질(mode)이라는 두 측면을 가지고 있으며, 변화하는 성질이라는 면에서 그리고 다른 존재들과의 관계라는 면에서 무수히 많은 측면을 가지고 있다. 그렇기에 한 존재를 완전히 안다는 것이란 우주 전체를 완전히 안다는 것과 같은 것이라고 말한다. 이러한 관점에서 자이나교는 '스야드바다'(syadvada)라고 불리는 '지식에 대한 상대적인 관점'을 가진다. 즉, 자이나교는 일상적 지식에 대해 상대론적 관점을 가진 인식적 상대론자이다. '아힘사' 등의 자이나교의 종교적 실천은 다른 존재를 적극적으로 인정하는 다원적 실재론이라는 형이상학적 입장과, 다른 견해에도 비록 전면적인 진리는 아닐지라도 진리가 들어있다는 인식적 상대론이라는 인식론적 입장과, 영혼의 속박과 해탈에 대한 물질적 카르마론이라는 실존적 입장에 따른 필연적 결과라고 할 수 있다. 자이나교의 아힘사와 고행의 정신은 인도에 크고 지속적인 영향을 미쳤는데, 현대인으로는 무저항 비폭력 운동을 전개한 간디를 들 수 있다. 간디는 젊은 시절에 자이나교 성자를 보고 크게 감명을 받았다고 말하였다.
자이나교는 힌두교처럼 세계가 전능한 최고신에 의해 생성, 유지, 파괴되는 것이 아니라, 불교처럼 카르마 법칙의 자율성에 의해 생성, 유지, 파괴된다는 입장을 가지기 때문에 종교적으로 무신론자이다. 다만 해탈한 영혼은 완전한 지식과 능력을 가진 존재이므로 사실상 신이기 때문에 경배의 대상이 된다. 하지만, 자이나교는 카르마 법칙에 기반한 철저한 자력 신앙이다. 인도의 일반 자이나교 신자들은 거의 대부분 티르탕카라는 물론이고 힌두교의 신들을 모시는 예배나 제사를 드리지만, 속박으로부터의 해탈이 어떠한 티르탕카라나 신도 해결할 수 없는 스스로의 몫이라는 철학적, 종교적 입장을 견지한다. 이런 면에서 자이나교는 나약한 자에게는 걸맞지 않는 강인한 자에게 적합한 종교라고 말해지곤 한다.

## 같이 보기
- 비폭력
- 채식주의

## 참고 문헌
- 길희성 (2000). 《인도철학사》 2판. 민음사.
- R. 뿔리간들라 (1991). 《인도철학》. 번역 이지수. 민족사.
- S. C. Chatterjee; D. M. Datta (1999). 《학파로 보는 인도사상》. 번역 김형준. 예문서원.
- (영어) Hermann Jacobi (1908). 〈Jainism〉. 《Encyclopedia of Religion and Ethics》 VII. New York: Charles Scribner's Son. 465-474쪽.
- (영어) Jaini, Jagmanderlal M. A. (1916). 《Outlines of Jainism》. Cambridge University Press.
- (영어) M. Hiriyanna, M A (1932). 《Outlines of Indian Philosphy》. London: Novello & Company.
- (영어) Sharma, Chandradhar (1960). 《A Critical Survey of Indian Philosophy》. Delhi: Motilal Banarsidass.
- (영어) Umakant Premanand Shah, G. Ralph Strohl & Paul Dundas (2012). 〈Jainism〉. 《Encyclopædia Britannica Ultimate Reference Suite》. Chicago: Encyclopædia Britannica.
- (영어) Wm. Theodore de Bary 외 (1958).  Wm. Theodore de Bary; Stephen Hay; Royal Weiler; Andrew Yarrow, 편집. 《Sources of Indian Tradition》. New York: Columbia University Press.